# Périers-sur-le-Dan
Périers-sur-le-Dan település Franciaországban, Calvados megyében. Lakosainak száma 581 fő (2022. január 1.). Périers-sur-le-Dan Biéville-Beuville, Colleville-Montgomery, Hermanville-sur-Mer és Mathieu községekkel határos.

## Népesség
A település népességének változása:
| Lakosok száma | 196  | 360  | 491  | 492  | 493  | 476  | 513  | 548  | 566  | 581  |
|               | 1968 | 1982 | 1990 | 2006 | 2013 | 2015 | 2017 | 2019 | 2020 | 2022 |